# Ace Combat X: Skies of Deception
Ace Combat X: Skies of Deception (エースコンバットX スカイズ・オブ・デセプション?, Ēsu Conbatto Ekkusu Sukai Obu Desepushon) è un videogioco di genere simulatore di volo di tipo arcade sviluppato dalla Namco Bandai, settimo capitolo della serie Ace Combat. Uscito nell'ottobre/novembre del 2006, costituisce il primo gioco della fortunata saga ad essere pubblicato per PlayStation Portable.

## Trama
La trama di Ace Combat X: Skies of Deception si svolge nell’universo di Strangereal nell’anno 2020 e narra della guerra fra gli stati confinanti di Aurelia e Leasath, situati entrambi nell’emisfero australe. Il giocatore veste i panni del pilota ed asso Aureliano Gryphus One, noto come “la Croce del Sud” (nome proveniente dalla costellazione omonima nonché il simbolo presente sul suo aereo).
Gli sviluppi delle vicende sono narrati in prima persona attraverso cutscenes dal giornalista e reporter Albert Genette (già presente in Ace Combat: Squadron Leader).
Lo stato di Leasath, sotto la guida del comandante Diego Gaspar Navarro invade la nazione confinante. In soli dieci giorni Aurelia si ritrova con più del 90% dei suoi territori occupati. Il repentino successo delle forze armate leasathiane è da attribuirsi principalmente all’ impiego della fortezza volante Gleipnir. È nella prima missione della campagna infatti che la squadriglia Gryphus, nel tentativo di fermare una formazione di bombardieri nemici nei pressi della base aerea Aureliana di Capo Aubrey, rimane vittima dell’attacco della fortezza volante (in cui solo la Croce del Sud ed un altro pilota riescono a sopravvivere). 
Perennemente Assistito dall’operatore Eugene Solano (nome in codice "Crux") Gryphus One e la sua squadriglia partono al contrattacco. Dopo aver riconquistato la città portuale di Port Patterson (dove il nemico dispone di risorse ingenti), è poi la volta della distruzione del Gleipnir e della conseguente vittoria di Aurelia nella città di Santa Elva. Le imprese compiute dalla Croce del Sud (raccontate dallo stesso Genette) risollevano il morale dell’esercito aureliano e, allo stesso tempo, spaventano quello leasathiano (a tal punto che tra i nemici, la Croce del Sud viene ribattezzata "Nemesis"). Si procede poi alla liberazione della capitale Aureliana, Griswall, sede attuale di Navarro e del quartier generale nemico. 
Contemporaneamente al progredire degli eventi della campagna, sia la intelligence Aureliana sia Genette scoprono le reali cause scatenanti della guerra.
L'anno precedente all’invasione di Aurelia, Leasath viene attraversato da un lungo periodo di guerra civile che causa un'enorme crisi all’interno dello stato e riduce la popolazione allo stremo. Aurelia, per rimediare alla situazione, interviene economicamente inviando allo stato confinante ingenti somme di denaro destinate ad aiuti umanitari. Il denaro ricevuto viene però speso all’ oscuro in armamenti (tra cui lo stesso Gleipnir) da Navarro, in quanto quest’ultimo è anche capo dell’industria bellica di Leasath . Così facendo il comandante è in grado di trovare un pretesto per la popolazione di Leasath rivendicando un presunto “sfruttamento da parte di Aurelia" e ottenendo così il consenso tale, a guerra terminata, di invadere lo stato confinante. Tutto ciò all’unico scopo di continuare a vendere armi anche dopo il termine della guerra civile al solo scopo di arricchirsi. 
La fase finale del conflitto si svolge in territorio leasathiano. La intelligence di Aurelia scopre nei pressi di una struttura nemica segreta (la fortezza Archelon) il prototipo di un caccia avanzato di nome Fenrir. Gryphus One si trova di fronte a una scelta che determina il finale del gioco: eliminare una squadriglia di piloti assi scelta per pilotare il nuovo velivolo, oppure distruggere dei laboratori nemici in cui l'esercito nemico sta progettando un nuovo tipo di arma a impulsi elettromagnetici da installare sul Fenrir. In entrambi i casi la Croce del Sud distruggerà la fortezza Archelon ed il Fenrir, ponendo così fine alla guerra.

## Modalità di gioco
Le diverse missioni del gioco seguono la classica modalità search and destroy (cerca e distruggi) in cui il giocatore deve eliminare un determinato numero di bersagli nel tempo limite. Per il compimento delle stesse solitamente è necessaria l'eliminazione dei bersagli contrassegnati dalla sigla TGT (acronimo di Target, nella versione italiana BERS, per bersaglio). Talora Alcune missioni richiedono invece il raggiungimento di determinati obiettivi o punteggi per ottenerne il completamento.
Le diverse missioni svolte dal protagonista e dalla sua squadriglia variano da quelle più tradizionali e comuni (eliminazione di bersagli aerei, marittimi o terrestri, scorta e ricognizione) ad alcune più insolite e peculiari (bombardamento, distruzione di particolari infrastrutture e neutralizzazione di agenti chimici). A tale proposito è stato introdotto per la prima volta nella storia del titolo il ‘’Multi-purpose-Gauge’’ (sigla MPG), un indicatore che permette al giocatore di vedere lo stato attuale di un preciso obiettivo della missione oppure i danni subiti dalle truppe alleate se sotto attacco da forze nemiche. Non mancano missioni con restrizioni di volo obbligatorie (che se superate comportano il fallimento delle stesse) o con sistemi di aggancio disattivati (in cui sarà richiesto al giocatore di distruggere bersagli senza l’ausilio dei tradizionali missili).
A missione finita il giocatore riceve un voto (da D a S) ed un premio in denaro a seconda del numero di bersagli eliminati in proporzione al tempo totale impiegato per distruggerli oppure a seconda del soddisfacimento di alcuni particolari requisiti della missione. Il denaro ottenuto può poi essere speso nell’acquisto di nuovi velivoli o in accessori per gli stessi che comportano un aumento delle prestazioni (ciò si può effettuare solo sugli aerei originali del gioco e non su quelli realmente esistenti).
Sono presenti quattro tipi di livelli di difficoltà: Facile, Normale, Difficile ed Asso. Il livello di difficoltà scelto comporta una serie di differenze riguardanti il numero di nemici presenti nelle missioni e la loro efficienza nel colpire il giocatore così come i danni che il velivolo pilotato dal giocatore può sopportare. Nella difficoltà Facile il danno di un missile equivale al 20/25% di danni mentre nella difficoltà Difficile il danno ammonta al 95% (o in alcuni casi comporta la distruzione del velivolo stesso). La difficoltà Asso è sbloccabile solo dopo aver concluso la campagna in modalità Difficile.
A differenza dei titoli precedenti in Ace Combat X le missioni non seguono un percorso obbligato ma è il giocatore stesso a scegliere le missioni da affrontare .Ciò comporta una serie di conseguenze determinanti per lo sviluppo di campagne differenti. Se per esempio non si affronta una missione in cui l'obiettivo è quello di distruggere un'unità nemica, è molto probabile che quest' ultima compaia in una missione successiva. Nella campagna Sono tre i punti in cui i giocatori possono scegliere il proprio percorso in base ai rami disponibili. Quello più breve possibile prevede 10 missioni in totale; quello più lungo 17. 
Soddisfacendo determinati requisiti di missione ed abbattendo un numero complessivo di nemici piuttosto elevato si ottengono delle medaglie. È inoltre possibile eliminare gli assi del volo nemici, ed una volta sconfitti si ottiene una verniciatura speciale a seconda del velivolo abbattuto.
È presente una modalità multi-giocatore Ad-Hoc a cui possono partecipare un numero di giocatori pari da un minimo di 2 a un massimo di 8. Così come per la campagna single player, è possibile ottenere delle medaglie portando a termine determinati obiettivi.

## Missioni
- 1 - Skies of Deception
- 2 - Primo contrattacco
- 3a - Preludio
- 3b - Una città da liberare
- 4a - Bersagli nascosti
- 4b - L'ultimo fronte
- 5a - Rombo di tuono
- 5b - In trappola
- 6a - Il Sole a mezzanotte
- 6b - Trappola di ghiaccio
- 7a - Resistenza aerea I
- 7b - Resistenza aerea II
- 7c - Lotta contro il tempo
- 8a - Attacco mirato
- 8b - Terre desolate
- 9a - Blitz
- 9b - Un diversivo
- 10a - Forze congiunte
- 10b - Attacco improvviso
- 11a - Ricerca mirata I
- 11b - Ricerca mirata II
- 12a - La torre di Gaiuss
- 12b - La cintura di Atmos
- 12c - Uno sviluppo inaspettato
- 13a - La squadriglia Alect
- 13b - Una flotta pericolosa
- 14 - Tempesta di fuoco
- 14b - Sabotaggio satellitare
- 15a - End of Deception I
- 15b - End of Deception II
- SP - Operazione X

## Curiosità
- È il primo Ace Combat in cui è possibile effettuare modifiche e potenziamenti ai velivoli(solamente a quelli fittizi).
- Nel gioco non sono presenti personaggi di sesso femminile.
- L’operatore Crux (Eugene Solano) che assiste Gryphus One altro non condivide che il suo stesso soprannome (solo però in lingua latina).
- I gregari di Gryphus One non abbattono velivoli nemici ma si limitano soltanto ad infliggere loro dei danni. Fatto ciò procedono verso altri obiettivi oppure seguono il giocatore stesso.
- Seppur prodotto dalla Namco Bandai Entertainment, la copertina europea del gioco presenta il vecchio logo Namco.
- I nomi Fenrir e Gleipnir così come alcuni titoli delle onorificenze che il giocatore può ottenere provengono dalla mitologia norrena.
- Nella missione libera “Operazione X”, Compaiono gli assi del volo “SCARFACE ONE” e “ZOE” (rispettivamente il protagonista e l’ultimo asso nemico di Ace Combat 2). Mentre il primo è a bordo di un XFA-27 (fino ad allora comparso solo nel secondo capitolo della saga), il secondo è ai comandi di un ADF-01 FALKEN (anch’esso comparso la prima volta in Ace Combat 2 e poi apparso nei titoli successivi). Entrambi i velivoli possono essere ottenuti dal protagonista.
- Anche il Fenrir è un velivolo ottenibile dal giocatore.
- Nel Canone ufficiale di Ace Combat, Skies Of Deception è preceduto da Ace Combat Xi: Skies of Incursion e seguito da Ace Combat 7: Skies Unknown.

## Medaglie
Le medaglie che si possono conquistare nel corso del gioco variano da missione a missione e sono:
- Guardiano Dell'Aria - Limita le perdite alleate durante il volo verso Sachana;
- Asso Di Bronzo - Sconfiggi 200 nemici;
- Difensore Di Bronzo - Mantieni il comando dei cieli per oltre 5 minuti in superiorità aerea;
- Stella Di Bronzo - Trionfa in 10 partite multiplayer;
- Conquistatore - Completa il gioco prendendo parte a tutte le 17 missioni;
- Tiratore Esperto - Abbatti 50 aerei con la mitragliatrice;
- Occhio Del ciclone - Abbatti il Gleipnir;
- Torre Della Libertà - Libera Griswall;
- Asso D'Oro - Abbatti 1000 nemici;
- Guardiano Della Terra - Limita le perdite alleate a Stand Canyon;
- Simbolo Di Vioarr - Abbatti il Fenrir;
- Tiratore scelto - Abbatti 5 aerei con la mitragliatrice;
- Guardiano dei mari - Limita le perdite alleate durante il volo verso Terminus;
- Cecchino - Abbatti 15 aerei con la mitragliatrice;
- Asso D'Argento - Abbatti 500 nemici;
- Cacciatore Rapido - Completa la campagna prendendo parte solo a 10 missioni;

## Velivoli
- Northrop F-5;
- Mitsubishi F-1;
- General Dynamics F-16 Fighting Falcon;
- McDonnell Douglas F-15E Strike Eagle;
- McDonnell Douglas F/A-18 Super Hornet;
- Grumman EA-6B Prowler;
- Lockheed Martin-Boeing F-22 Raptor;
- Lockheed F-117 Nighthawk;
- McDonnell Douglas F-4 Phantom II;
- Grumman F-14 Tomcat;
- Lockheed Martin F-35 Lightning II;
- Mikoyan MiG-31;
- Mikoyan MiG 1.44;
- Mikoyan-Gurevich MiG-21;
- Grumman X-29;
- Fairchild-Republic A-10 Thunderbolt II;
- Eurofighter Typhoon;
- Lockheed Martin FB-22;
- ADF-01 FALKEN;
- X-02;
- YR-99 Forneus;
- XR-45 Cariburn;
- XFA-24 Apalis;
- S-32;
- YR-302 Fregata;
- Fenrir
- XFA-27 Scarface

## Accoglienza
La rivista Play Generation diede al gioco un punteggio di 90/100, apprezzando il sistema di controllo semplice e immediato, la buona grafica e la trama avvincente, ma come contro il ritmo del gioco piuttosto lento, finendo per trovarlo un Ace Combat in piena regola, con tutti gli elementi che avevano fatto la fortuna della serie sulle console PlayStation.